# منزل النور
منزل النور (به عربی: منزل النور) یک شهرک در تونس است که در استان منستیر واقع شده‌است. منزل النور ۱۱٬۷۷۲ نفر جمعیت دارد.